# 摩根·艾馬菲達奴
摩根·艾馬菲達奴（法語：Morgan Amalfitano，1985年3月20日—）是一名已退役法國職業足球員，最後效力法甲球會雷恩，司職中場。艾馬菲達奴曾為法國上陣1次，是在2012年2月的一場友誼賽。
他的主力位置是作為左或右邊中場，但他也可以作為攻擊中場或正中場。他的弟弟羅曼·艾馬菲達奴也是一位職業足球員。

## 足球生涯

### 早期
2006年8月6日，艾馬菲達奴在色當以1-1戰和馬賽的比賽中首次在職業聯賽上陣。他在2006-07賽季一共上陣30場，其中28場是正選球員。然而，色當以第19名完成是季聯賽，降落法乙。接下來的一個賽季，色當亦只能在法乙得到第4名，無法晉級。
在2008年的夏天，艾馬菲達奴轉會至法甲的羅連安特。他於2008年11月15日為羅連安特射入1球，亦是他的第一職業比賽入球，當時羅連安特作客馬賽正落後0-2，最終球會反勝3-2。2009年12月23日，艾馬菲達奴梅開二度，協助羅連安特由落後1球變成反勝華倫西恩斯3-2。
2010年3月28日，艾馬菲達奴交出一個入球及一個助攻協助羅連安特以4-0狂數聖伊天。同年5月5日，艾馬菲達奴為羅連安特以2-2戰和摩納哥，他首先射入1球追和，跟着為隊友奇雲·甘美路助攻因而再度扳平，令球會得到寶貴的1分。2010年11月6日艾馬菲達奴又為奇雲·甘美路交出兩次助攻，這兩個入球為羅連安特以2-1擊敗聖伊天。在羅連安特的三個賽季，艾馬菲達奴在各項賽事一共上陣121場，並射入15球。

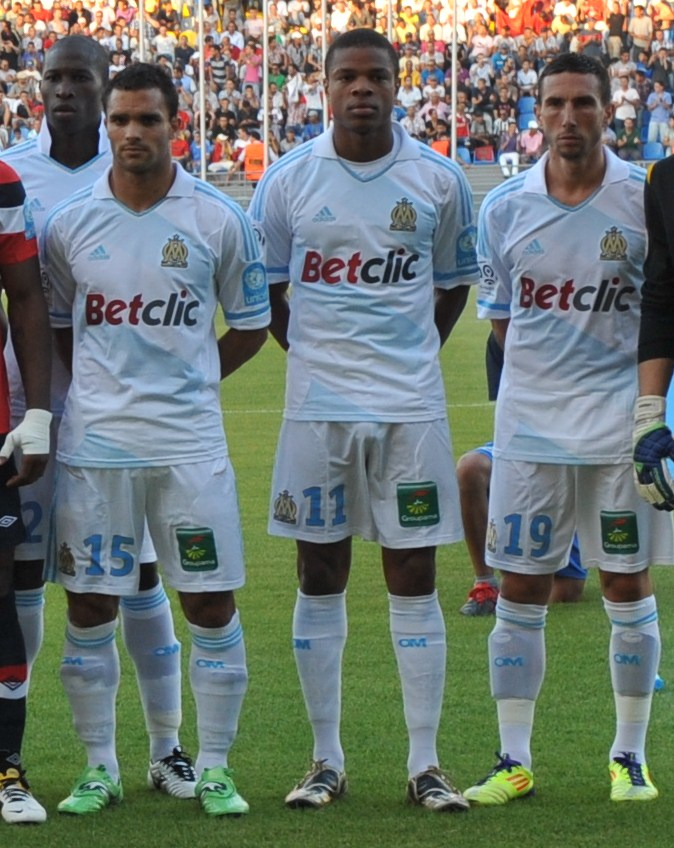
摩根·艾馬菲達奴 (19號) 與馬賽隊友奪取2011年法國超級盃

### 馬賽
2011年7月，艾馬菲達奴以自由身加盟馬賽，簽約至2015年。他在7月27日在2011年法國超級盃為馬賽首次上陣以5-4赢了里爾，他作為此場比賽的替補球員並曾射中門框。8月6日，他首次為馬賽在第一輪法甲的比賽中上陣，他在66分鐘被馬修·華貝拿替換下場，此場比賽馬賽在主場以2-2戰和索察。2011年9月13日，他首次在歐聯上陣以1-0戰勝奧林比亞高斯。他亦於2011年11月27日在主場對陣巴黎聖日耳門以3-0全勝的比賽中為馬賽射入他的首個入球，以及為佐敦·阿休的入球助攻令球會穩勝。2011年12月6日在歐冠小組賽的最後一場比賽，艾馬菲達奴為路爾治·雷米和安祖·阿休兩人的入球助攻及馬修·華貝拿的87分鐘入球令馬賽以3-2戰勝多蒙特，得以出線至淘汰賽。
艾馬菲達奴在2012年4月14日打足120分鐘為馬賽以1-0擊敗里昂，為球會贏得法國聯賽盃。艾馬菲達奴以49次上陣完成了2012-13年的賽季，但是因為球會的不穩定表現錯過了歐冠的參賽資格，因此艾馬菲達奴提出了轉會申請。

### 西布朗
2013年9月1日，艾馬菲達奴被證實以借用形式加盟西布朗一個賽季，西布朗並有權將艾馬菲達奴買斷。他於2013年9月為西布朗對戰新特蘭以3-0取勝的比賽中射入首個入球。他第二個聯賽入球在隨後的週末，從中場得到球後，撞到里奧·費迪南的腳，然後艾馬菲達奴若無其事地將球笠過守門員迪基亞入網，幫助西布朗在奧脫福球場以2-1擊敗曼聯，是34年來首次在奧脫福的取得的第一次勝利。
在山楂球場經過一個好的開始，艾馬菲達奴的狀態開始下滑，直到2014年3月29日他在驚險的3-3戰平護級對手卡迪夫城的比賽中射入一個大膽的35碼的遠程笠射。艾馬菲達奴在接下來的一週，射入作客以1-0戰勝諾域治的唯一入球。當他在西布朗的借用期完結後，他在2014年7月返回馬賽。

### 韋斯咸
2014年9月1日，艾馬菲達奴以不透露的轉會費與韋斯咸簽署為期一年的合約。兩週後，他在9月15日首次為韋斯咸上陣迎戰侯城，在下半場的入替戴亞法拿·沙高，最終兩隊賽和2-2。
2014年9月20日，艾馬菲達奴在主場烏普頓公園球場首次為韋斯咸上陣迎戰利物浦，他在下半場出場，並為韋斯咸射入加盟後第一球，完成3-1的勝利，爭取到本賽季韋斯咸的首個主場勝利。艾馬菲達奴的第二個入球出現在10月25日主場對曼城的時候，他射入首個入球最終以2-1戰勝了衛冕冠軍的曼城。
艾馬菲達奴在足總杯第五輪比賽迎戰舊會西布朗於60分鐘入替隊長奇雲·路蘭，十幾分鐘後，他因粗野攔截被黃牌警告。然後，他將手放在對手的面上導致裁判最終出示紅牌驅逐離場，最終韋斯咸以0-4被擊敗。2015年3月，艾馬菲達奴與韋斯咸簽了新的合約，為期兩年讓他可效力直到2016-17賽季結束。

## 國家隊生涯
艾馬菲達奴於2012年2月29日，首次為法國國家隊在對德國國家隊的友誼賽上陣，他在67分鐘入替他當時的馬賽隊友馬修·華貝拿，並交出一記美妙的傳中球從而令馬路達為法國國家隊射入該場的第二球，最終法國以2-1獲勝。這是他至今唯一一次為國家隊上陣。

## 外部連結
- 足球数据库：Morgan Amalfitano的球员统计数据
- 摩根·艾馬菲達奴 – 法國職業足球聯賽数据 – 支持法语（已存档）